# 早川タダノリ
早川 タダノリ（はやかわ ただのり、1974年 - ）は、編集者、編集プロダクション経営者、広告資料の収集・研究者。戦前・戦中の雑誌や広告など、各種のプロパガンダ資料を収集・分析し、現代日本のナショナリズムやメディアについて考察している。
著書に『神国日本のトンデモ決戦生活』『「愛国」の技法』『原発ユートピア日本』『「日本スゴイ」のディストピア』『憎悪の広告（共著）』などがある。

## 経歴
ブラジル生まれ、東京都在住。大学在学中、ゼミ内で旧日本軍による従軍慰安婦問題の発表を行った学生が担当教授から批判を受ける場面に接し、歴史認識をめぐる議論に関心を持つようになった。
フィルム製版工などを経て編集者となり、2000年頃より「日中戦争」から「太平洋戦争」にかけての各種プロパガンダ紙資料の資料収集・研究を始める。地方の古書店や解体される個人宅などから古本・古雑誌・古新聞などを集め、戦前・戦中の大衆読み物や広告の実態を分析している。2005年にブログ「虚構の皇国」を開設、2009年からはTwitter（現X）でも発信を開始した。2006年から季刊『中帰連』に「皇国トンデモ本」を連載した。2010年には『神国日本のトンデモ決戦生活』を出版し、戦時中の日本で日常生活のあらゆる場面に浸透していた総動員体制や雑誌・広告によるプロパガンダを紹介した。2014年には『「愛国」の技法』で戦時下の愛国プロパガンダを、『原発ユートピア日本』で原発推進のプロパガンダを取り上げている。2015年には能川元一との共著『憎悪の広告』を刊行し、1993年以降の右派系オピニオン誌の広告を通じて「嫌中・嫌韓」「愛国」イデオロギーの表象を論じた。2016年の『「日本スゴイ」のディストピア』では、戦争中に出版された日本礼賛本を「日本主義」「礼儀」「勤労」などのキーワードごとに考察した。また、2014年から2015年にかけて神奈川新聞に「日本スゴイ！自画自賛の系譜」（全12回）を連載し、静岡新聞・高知新聞・琉球新報などにも掲載された。2014年から2016年には『週刊金曜日』で「国民精神総動員の時代 昭和の愛国ビジネス」（全27回）を連載した。

## 活動・主張
- 戦前・戦中のプロパガンダ資料の分析を通じて、現代日本のナショナリズムやメディアのあり方を考察している[2]。
- 「日本スゴイ」系の日本礼賛番組や書籍について、自画自賛的な内容や「日本人に生まれてよかった」という共感が繰り返されることで、「愛国」や「誇り」といった感情が自動的に喚起され、戦時中のプロパガンダと構造的に似たものになっていると指摘している[2][11][4]。また、こうした言説は自虐史観脱却を掲げるイデオロギーと共通し、海外からの賞賛や感謝を強調することで日本の過去の侵略戦争を正当化する傾向があると指摘している[12][13]。
- 現代の「日本スゴイ」論の原型は、1996年刊行の『教科書が教えない歴史』（藤岡信勝・自由主義史観研究会）以降と以前に分けられるとし、歴史修正主義と自民族の優秀性を称揚する「日本スゴイ」論は表裏一体であると指摘している[14]。
- 教育勅語の再評価については、天皇主権を示す重要な一節（「以テ天壌無窮ノ皇運ヲ扶翼スヘシ」）が省かれた現代語訳を「道徳的な文書」として提示する手法に疑問を呈し、「道徳的にいいことを言っている」と受け止めやすくなるが、重要な部分を削っていることについて「偽物としか思えない」と述べている。こうした解釈は、戦前の様式を踏襲しつつ象徴天皇制に合わせた戦後的アレンジを加えたものであり、「戦前と戦後のねじれ」が生じていると述べている[2]。
- 保守系団体が掲げる「伝統的家族」のモデルが、実際には戦後の作品である『サザエさん』である点を挙げ「戦前回帰を望んでいるように見えて、実は戦前なんて誰もが忘却しているし、それ以前に見ていない」と述べている。また、現代に流布される「美しく健気な日本人」像についても、戦前を経験した世代が少なくなったことで、幻想的なものが広まっていると指摘している[2]。
- WGIP（ウォー・ギルト・インフォメーション・プログラム）陰謀論については、「GHQによる洗脳」を主張する保守系言説が、自らに都合の悪いものをすべて「洗脳の産物」と見なす陰謀論的な説明原理になっていると指摘している[15]。

## 人物
中国で翻訳された著書では「早川忠典」と表記されている。

## 出演
- 『Jam the WORLD』（J-WAVE、2017年1月14日）
- 『ポリタスTV』（YouTube、2023年8月17日）
- 『古谷経衡チャンネル』（ニコニコ生放送、2025年8月1日）[16]
- 『荻上チキ・Session』「最近の『日本スゴイ』言説の原点」、TBSラジオ、2025年8月8日[17][14]
- 『デモクラシータイムス』（YouTube、2025年8月10日）

## 著書

### 単著
- 『神国日本のトンデモ決戦生活：広告チラシや雑誌は戦争にどれだけ奉仕したか』合同出版、2010年8月1日。ISBN 978-4772603874。→2014年にちくま文庫で文庫化
- 『「愛国」の技法：神国日本の愛のかたち』青弓社、2014年1月19日。ISBN 978-4787220554。
- 『原発ユートピア日本』合同出版、2014年1月25日。ISBN 978-4772611152。
- 『「日本スゴイ」のディストピア：戦時下自画自賛の系譜』青弓社、2016年6月30日。ISBN 978-4787220653。→2019年に朝日新聞出版で文庫化
- 『まぼろしの「日本的家族」』青弓社、2018年6月27日。ISBN 978-4787234377。
- 『「日本スゴイ」の時代：カジュアル化するナショナリズム』朝日新聞出版、2025年6月。978-4022953193。

### 共著
- 能川元一、早川タダノリ『憎悪の広告 ―右派系オピニオン誌「愛国」「嫌中・嫌韓」の系譜―』合同出版、2015年9月14日。ISBN 978-4772612517。

## 連載
- 「皇国トンデモ本」季刊『中帰連』（2006 - 2012年）
- 「日本スゴイ！自画自賛の系譜」『神奈川新聞』（全12回、2014 - 2015年）
- 「国民精神総動員の時代 昭和の愛国ビジネス」『週刊金曜日』（全27回、2014 - 2016年）

## 寄稿
- 『時代の正体：権力はかくも暴走する（インタビュー記事「噴飯宣伝通じる世相」）』神奈川新聞「時代の正体」取材班編、現代思潮新社、2015年[3]
- 『徹底検証日本の右傾化（担当範囲「『日本スゴイ』という国民の物語」）』塚田穂高:編著、筑摩選書、2017年[13]
- 『法と民主主義2017年2･3月号（「戦後天皇制と捏造『教育勅語』：森友学園事件と「愛国者」たちの欺瞞」）』日本民主法律家協会、2017年
- 『世界2018年10月号（「『私たち日本人』はトキが自由に飛び回る日の夢を見るか」）』岩波書店
- 『世界2022年9月号（「クール・ジャパンと『国民の物語』」）』岩波書店
- 『週刊金曜日2025年5月23日号（「歴史改竄と闘う沖縄メディア」）』

ほか